# الدوري الشمالي لكرة القدم 1931–32
الدوري الشمالي لكرة القدم 1931–32 (بالإنجليزية: 1931–32 Northern Football League)‏ هو موسم من الدوري الشمالي لكرة القدم ‏. فاز فيه Stockton F.C. ‏.